# Aphaenina dimidiata
Aphaenina dimidiata är en insektsart som först beskrevs av Hope 1843.  Aphaenina dimidiata ingår i släktet Aphaenina och familjen lyktstritar. Inga underarter finns listade i Catalogue of Life.